# Joachim A. Paul
Joachim A. Paul (geboren am 16. August 1956; gestorben am 17. März 2017) war ein deutscher Hochschullehrer der Betriebswirtschaftslehre.
Er studierte Betriebswirtschaftslehre an der European Business School und der Hochschule St. Gallen und wurde im Jahr 1986 mit dem Dissertationsthema „Zur politischen Durchsetzungsfähigkeit einer ökologisch orientierten Marktwirtschaft. Eine Analyse aus ökonomischer Sicht, dargestellt am Beispiel der Bundesrepublik Deutschland“ promoviert. In der Zeit seines Studiums war er auch als wissenschaftlicher Mitarbeiter am Institut für Betriebswirtschaft der Hochschule St. Gallen tätig und absolvierte Praktika in Deutschland, Frankreich, Kanada und Japan. An der London School of Economics erwarb er den Abschluss als MSc. Economics (Master in Volkswirtschaftslehre).
Nach dem Studium war er bei der Volkswagen AG und der Porsche AG im Bereich Beteiligungsmanagement tätig. Anschließend arbeitete er ab 1990 bei der Festo AG & Co. KG als Leiter des Beteiligungscontrollings, dort übernahm er drei Jahre später auch die Leitung des Management Information Systems.
Im Jahr 1999 folgte er einer Berufung auf ein Hochschullehreramt an der Hochschule Pforzheim. Dort lehrte er Allgemeine Betriebswirtschaftslehre, International Business, Controlling und Kostenrechnung sowie Finanz- und Rechnungswesen auf Deutsch und Englisch. Zudem war er der Leiter des Steinbeis Zentrums Pforzheim Management Institut.

## Werke
- Praxisorientierte Einführung in die Allgemeine Betriebswirtschaftslehre, Gabler Verlag, 2015
- Beteiligungscontrolling und Konzerncontrolling, Gabler-Verlag, 2014
- Einführung in die Allgemeine Betriebswirtschaftslehre, Gabler-Verlag, 2007
- Zur politischen Durchsetzungsfähigkeit einer ökologisch orientierten Marktwirtschaft. Eine Analyse aus ökonomischer Sicht, dargestellt am Beispiel der Bundesrepublik Deutschland (Dissertation), Peter Lang Verlag, 1986